# Мраморен
Мраморен (болг. Мраморен) — село в Болгарии. Находится в Врачанской области, входит в общину Враца. Население составляет 989 человек.

## Политическая ситуация
В местном кметстве Мраморен, в состав которого входит Мраморен, должность кмета (старосты) исполняет Марко Дешов Марков (независимый) по результатам выборов правления кметства.
Кмет (мэр) общины Враца — Тотю Младенов Младенов (Граждане за европейское развитие Болгарии (ГЕРБ)) по результатам выборов в правление общины.